# Die Briefe meiner Mutter
Die Briefe meiner Mutter ist ein deutsches Drama des Regisseurs Peter Gersina aus dem Jahr 2014. In der Hauptrolle verkörpert Christine Neubauer die Journalistin und alleinerziehende Mutter Katharina Hellmer, die gemeinsam mit ihrer Tochter Laura (Nilam Farooq) in Berlin lebt.

## Handlung
Katharina Hellmer ist eine engagierte Politjournalistin, die gemeinsam mit ihrer Tochter Laura ein glückliches Leben in Berlin führt. Ihren Vater hat Laura noch nie zu Gesicht bekommen, denn nach allem was sie weiß und was ihr aus Erzählungen ihrer Mutter bekannt ist, war er ein spanischer Kriegsfotograf, der bei einem Einsatz in einem Krisengebiet sein Leben verloren hat.
Am Tag vor ihrem 18. Geburtstag findet Laura jedoch Briefe ihrer Mutter, deren Inhalt darauf schließen lassen, dass alles ganz anders war: In Wahrheit scheint Lauras Vater aus Chile zu stammen und keineswegs tot zu sein. Wutentbrannt beschließt Laura, den nächsten Flug nach Südamerika zu nehmen und ihren Vater zu suchen.
Dort angekommen, lernt sie den Studenten Luis kennen und bittet ihn um Hilfe bei der Suche nach ihrem Vater. Gemeinsam finden die beiden heraus, dass ihre Mutter früher über politisch fragwürdige Ereignisse der herrschenden Pinochet-Diktatur recherchiert hat. In ihren diesbezüglichen Berichten kamen auch Folterungen zutage, die der chilenische Geheimdienst angeordnet hatte. Eine echte Spur zu ihrem Vater finden die beiden jedoch nicht.
Katharina hat mitbekommen, dass Laura nach Chile reiste, und folgt ihr umgehend nach. Laura jedoch versucht alles in ihrer Macht stehende, um endlich ihren Vater kennenzulernen. Katharina gibt diesem Druck nach und führt ihre Tochter zu einem Gutsbesitzer. Dieser ist über die Nachricht, dass er eine Tochter hat, überrascht. Doch Laura ist clever und schon kurz darauf wird klar, dass ihre Mutter ihr gegenüber schon wieder nicht die ganze Wahrheit gesagt hat.
Spätestens an dieser Stelle läuft das Drehbuch erkennbar in verschiedene Richtungen. Mal beabsichtigt Laura, gemeinsam mit dem Studenten Luis, Gräber von Folteropfern zu besuchen, dann wieder übt Laura das Schießen mit ihrem angeblichen Vater und in wieder einem anderen Moment gedenkt sie, ein Picknick am Meer zu veranstalten.
Am Ende der Filmhandlung bleibt Katharina eigentlich keine Wahl. Will sie sich mit ihrer Tochter versöhnen, wird sie ihr die ganze Wahrheit sagen müssen, inklusive der eigentlich schon lange verdrängten Erlebnisse.

## Erscheinungstermin, Marktanteil
Die Briefe meiner Mutter wurde am 26. April 2014 erstmals im ARD ausgestrahlt. Mit einem Marktanteil von 14,8 % erreichte der Film ein Publikum von 4,16 Mio. Zuschauern.

## Kritiken
TV Spielfilm urteilt: „Eine holprige Geschichte über die Nachbeben der Pinochet-Diktatur, in der natürlich alle Chilenen perfekt deutsch sprechen. Aber immerhin recht gut fotografiert“. Das Fazit der Programmzeitschrift lautet: „Bittere Zeitgeschichte, süßlich verpackt“.
Gïti Hatef-Rossa ist der Ansicht, dass Die Briefe meiner Mutter „schöne Bilder und genregemäße Emotionen [bietet].“ Jedoch bemängelt die Journalistin und Autorin, die bei Tittelbach als Gastautorin Filmproduktionen beurteilt, dass die Produktion unter den Möglichkeiten der Darsteller angesiedelt ist, und dass das Drehbuch in seiner Handlung auseinanderläuft. Des Weiteren kritisiert sie, dass der Komponist Maurus Ronner teilweise mit seiner dramatisch anmutenden Musik die Handlung dermaßen übertüncht, dass man der Ansicht sein könnte, statt eines Dramas einen Thriller anzusehen.